# 당신상
당신상(唐信相, 1970년 10월 15일 ~ )은 전 KBO 리그 LG 트윈스의 포수이자 前 인천고등학교 야구부 감독이다.

## 출신 학교
- 인천고등학교
- 단국대학교